# Polyptyque de Bologne
Le Polyptyque de Bologne est une peinture à la tempera et à l'or sur panneau (146,5 × 217 cm) de Giotto di Bondone et ses assistants, datable d'environ 1330-1334, conservée à  la Pinacothèque nationale de Bologne. Il est signé « OP [US] MAGISTRI IOCTI D [E] FLOR [ENTI] A » sur la marche du trône de Marie.

## Histoire

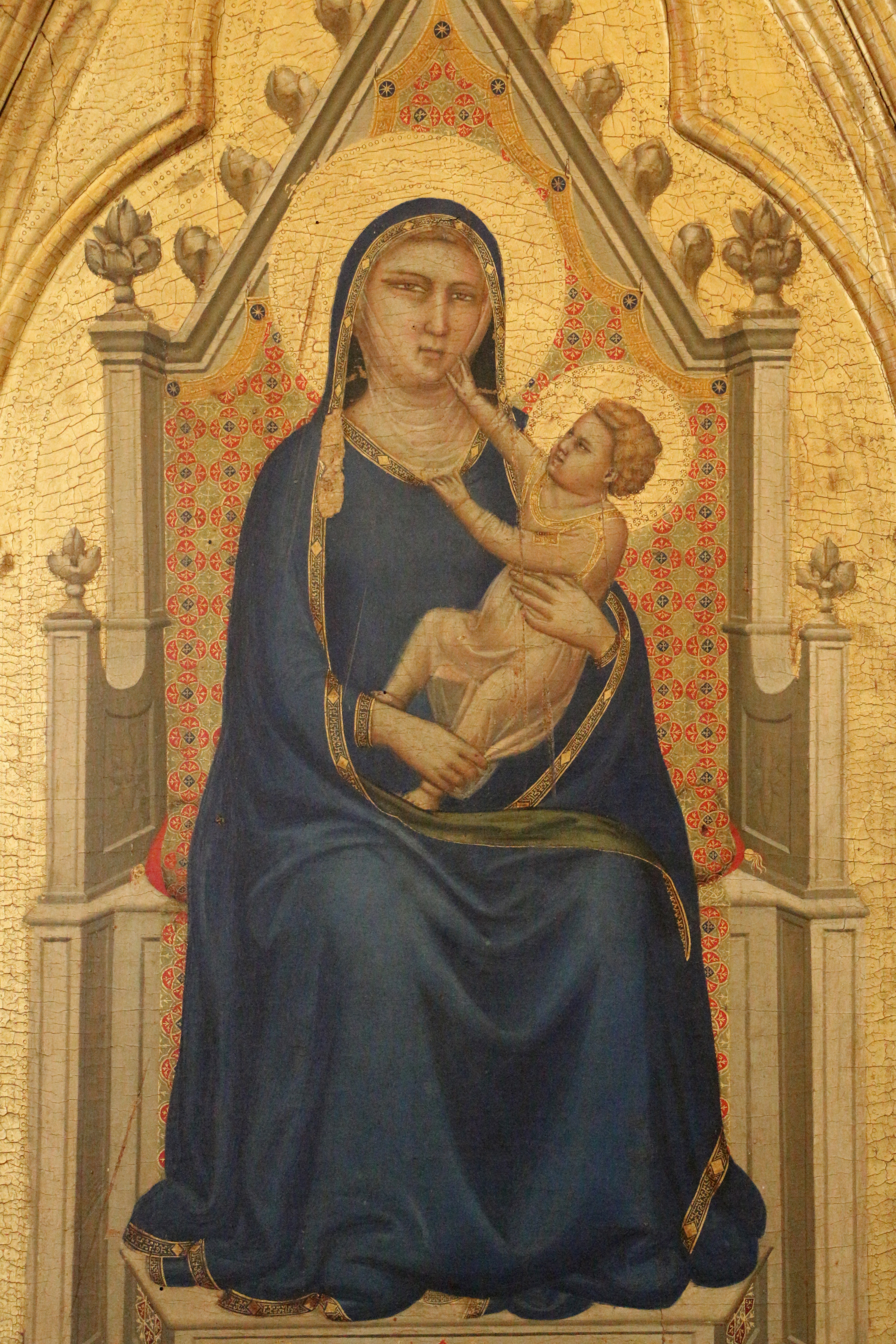
Détail : Vierge en majesté.

Le polyptyque est décrit pour la première fois en 1732 par Giampietro Zanotti qui le trouve dans la sacristie de l'église Santa Maria degli Angeli, alors en périphérie de la ville de Bologne,aujourd'hui perdue. Zanotti lui-même découvre également la signature, affirmant que le client était probablement Gerra Pepoli. En réalité, cette affirmation est sans fondement historique et, de plus, il semble peu probable que Gerra Pepoli ait appelé le plus grand peintre de l'époque pour décorer une église d'une importance aussi secondaire alors que la famille Pepoli est propriétaire de nombreuses chapelles dans les églises bolonaises les plus importantes. Il a été démontré de manière convaincante en 2015 que le client était en réalité le légat papal Bertrand du Pouget, qui aurait commandé à Giotto, en 1330-1334, le retable de la chapelle privée du pape Jean XXII au sein du Palazzo-Castello di Porta Galliera à Bologne. Lorsque le palais a été démoli par les Bolonais en révolte contre le légat papal en 1334, l'Annonciation sculptée par Giovanni di Balduccio pour la chapelle principale et le panneau de Giotto pour la chapelle privée ont été déplacés hors les murs, vers la petite église Santa Maria degli Angeli, probablement pour leur iconographie qui convenait bien au nom de l'église.
Le polyptyque fut démembré en 1808, lors des spoliations napoléoniennes, et reconstitué seulement en 1894, lorsqu'une charpente à flèches et piliers fut reconstruite qui endommagea partiellement les extrémités des panneaux ; à part cela, l'état de conservation est bon. Depuis cette année-là, le polyptyque est exposé à la Pinacothèque nationale de Bologne.

### Datation
Le panneau est signé par Giotto, mais non daté, et il n'y a pas non plus de documents écrits permettant d'établir la datation. D'un point de vue purement stylistique, la posture lâche et l'équilibre dynamique des personnages, éléments distinctifs de toute la production giottesque tardive, placent le tableau loin de la linéarité du Polyptyque Baroncelli, daté vers 1328, excluant que le polyptyque bolonais puisse avoir été peint à cette date ou avant.
Concernant la date précise, les savants ont formulé trois hypothèses. La première hypothèse est que le tableau a été peint vers 1330, comme l'ont écrit Giovanni Previtali (1967), Alessandro Conti (1993), Alessandro Tomei (1995) Massimo Medica (2000), Miklós Boskovits (2000), Angelo Tartuferi (2007) et Julian Gardner (2009). Cette hypothèse est suggérée par les documents et étayée par des données historiques. L'abondante documentation atteste Giotto à Naples, à la cour du roi Robert Ier de Naples dit Robert d'Anjou, entre le 8 décembre 1328 (mais probablement encore plus tôt, puisque le 23 janvier 1328, son fils aîné Giovanni est nommé procureur général de Giotto à Florence en vue peut-être du départ imminent de ce dernier) et le 26 avril 1332, mais présente une lacune en 1329-1330, suggérant que l'artiste est absent de Naples à cette période. Des données historiques attestent également que jusqu'à la fin de 1330, le roi de Naples est un allié de Bertrand du Pouget qui règne à Bologne ;  il ne peut donc être exclu que l'artiste favori et salarié du roi de Naples ait été gentiment cédé à l'allié pour travailler à Bologne. Au cours de 1330, la politique du légat pontifical bolonais change soudainement et il s'allie avec Jean Ier de Bavière pour prendre le contrôle des villes qui sont fidèles à Robert d'Anjou. Il est donc peu probable que l'artiste ait pu séjourner à Bologne au-delà de 1330.
La deuxième hypothèse est que le panneau a été peint entre le départ de Naples, après avril 1332, et le retour définitif à Florence, le 12 avril 1334. Cette hypothèse, acceptée par Ferdinando Bologna (1969), Pierluigi Leone de Castris (1986) et Damien Cerutti (2015), repose uniquement sur l'hypothèse que l'artiste n'aurait pas pu être à Bologne au cours des cinq années précédentes, car la documentation veut qu'il soit à Naples. Cependant, il semble très peu probable qu'un artiste qui a reçu une très riche donation de pension de Robert d'Anjou, qui d'ailleurs pouvait être retirée par arrêté royal à tout moment, ait pu aller peindre dans la ville administrée par Bertrand du Pouget, qui est devenu après 1330 le plus grand des ennemis du roi de Naples.
La troisième hypothèse est que le panneau a été peint après le 12 avril 1334, comme le prétend Erling Skaug (2013). Cette hypothèse repose sur le fait que la signature de Giotto porte le titre de « magister », titre que Giotto ne reçut à Florence qu'à cette date. Cependant, tous les documents royaux napolitains de 1328-1332 font précéder le nom de Giotto de l'appellatif « magistro », permettant d'abandonner ainsi cette hypothèse.

## Description

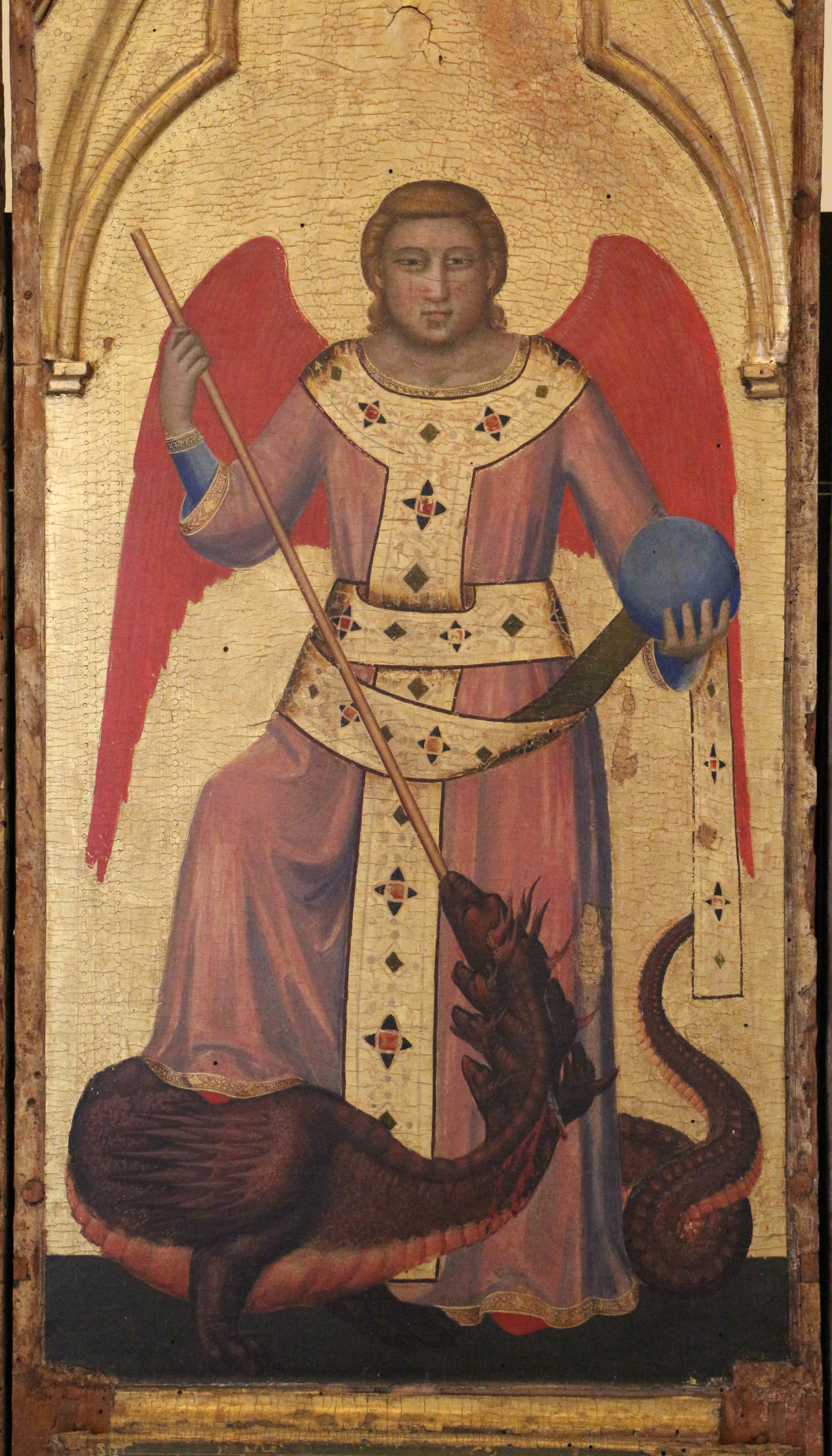
Détail : saint Michel Archange.

Le panneau central montre la Vierge en majesté, ou la Vierge à l'Enfant assise sur un élégant trône de pierre dans une perspective intuitive, se référant au modèle de la Vierge d'Ognissanti. Le modelé est tendre et la couleur appliquée avec habileté, une indication de l'autographe probable du compartiment. Son visage est physionomiquement différent de celui des Madones florentines, mais « padanizzato », peut-être suivant un modèle fourni par le client. Elle deviendra un modèle pour tous les peintres bolognais du XIVe siècle.
Sur les côtés, quatre compartiments présentent chacun un saint en pied, sur un sol sombre uniforme, commun à tous les panneaux, et un simple fond doré. À gauche, saint Pierre, avec le bâton pastoral tient les grandes clefs du ciel dans sa main. L'archange Gabriel suit, tourné vers Marie comme dans l'Annonciation, portant le rouleau avec les premiers mots de son message (Je vous salue Marie) ; il tient un bâton sur son épaule, qui doit représenter l'attribut traditionnel du lys blanc, à offrir à Marie comme symbole de sa pureté ; ou peut-être est-ce le bâton du héraut, comme dans toutes les Annonciations byzantines ; le bâton, souvent un trèfle, a donné naissance au lys. À droite saint Michel, de face, tient le globe et l'épée avec laquelle il transperce le dragon de l'Apocalypse à ses pieds. Enfin, saint Paul, avec la robe rouge typique, la longue barbe brune a les attributs de l'épée et des lettres. Sous chaque saint, figure aussi une inscription explicative avec le nom. Il est évident qu'ils sont couplés symétriquement : les deux grands apôtres patrons de l'Église romaine et deux archanges.
Dans la pointe du panneau central, Dieu le père éternel est figuré avec un globe et une clé, tandis que dans la prédelle, les têtes de saints sont représentées dans des sortes de clipei : Jean le Baptiste, Marie dans la douleur, le Christ comme un homme de douleurs, Jean douloureux et Marie Madeleine.

Éléments de la prédelle.
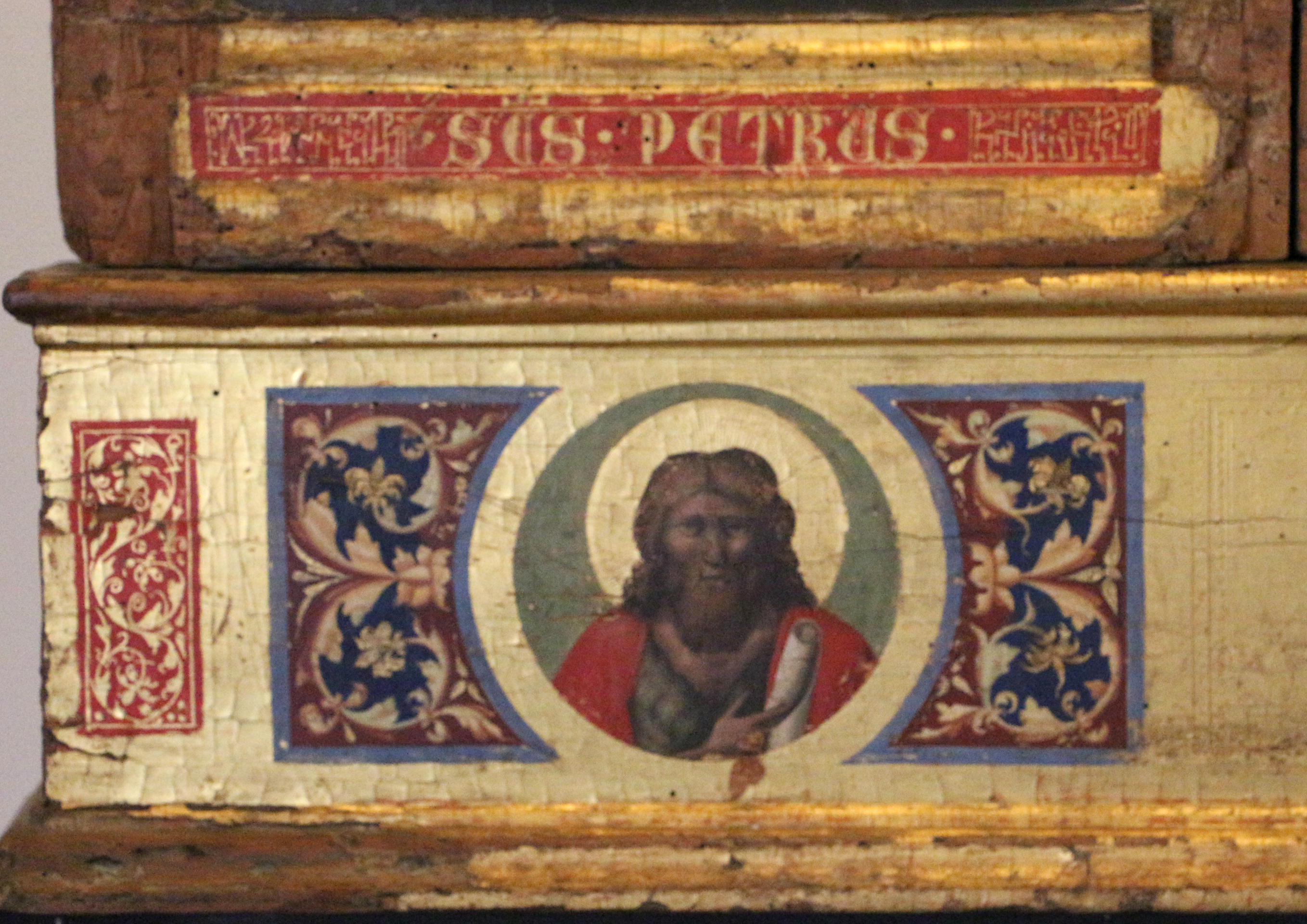
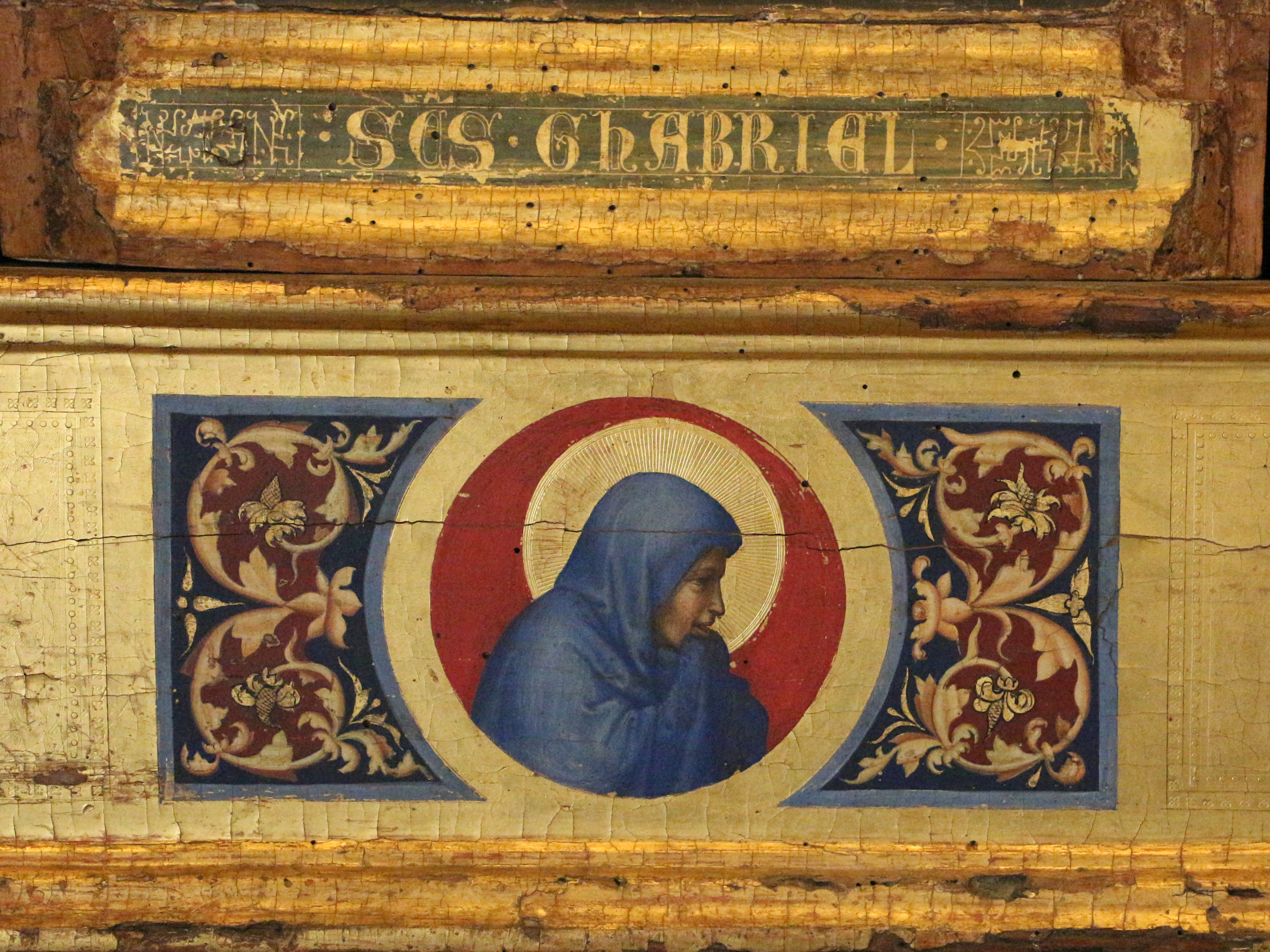
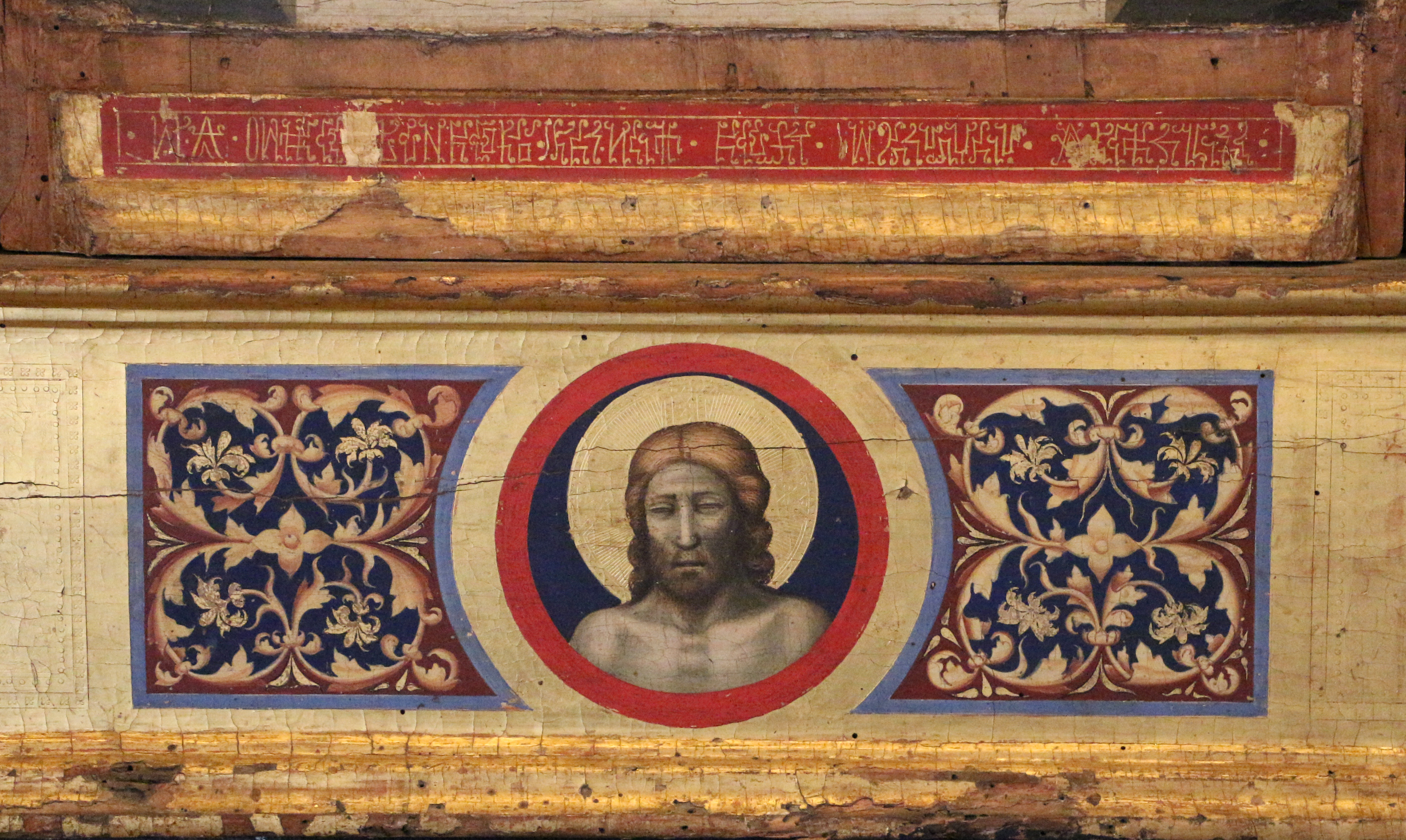
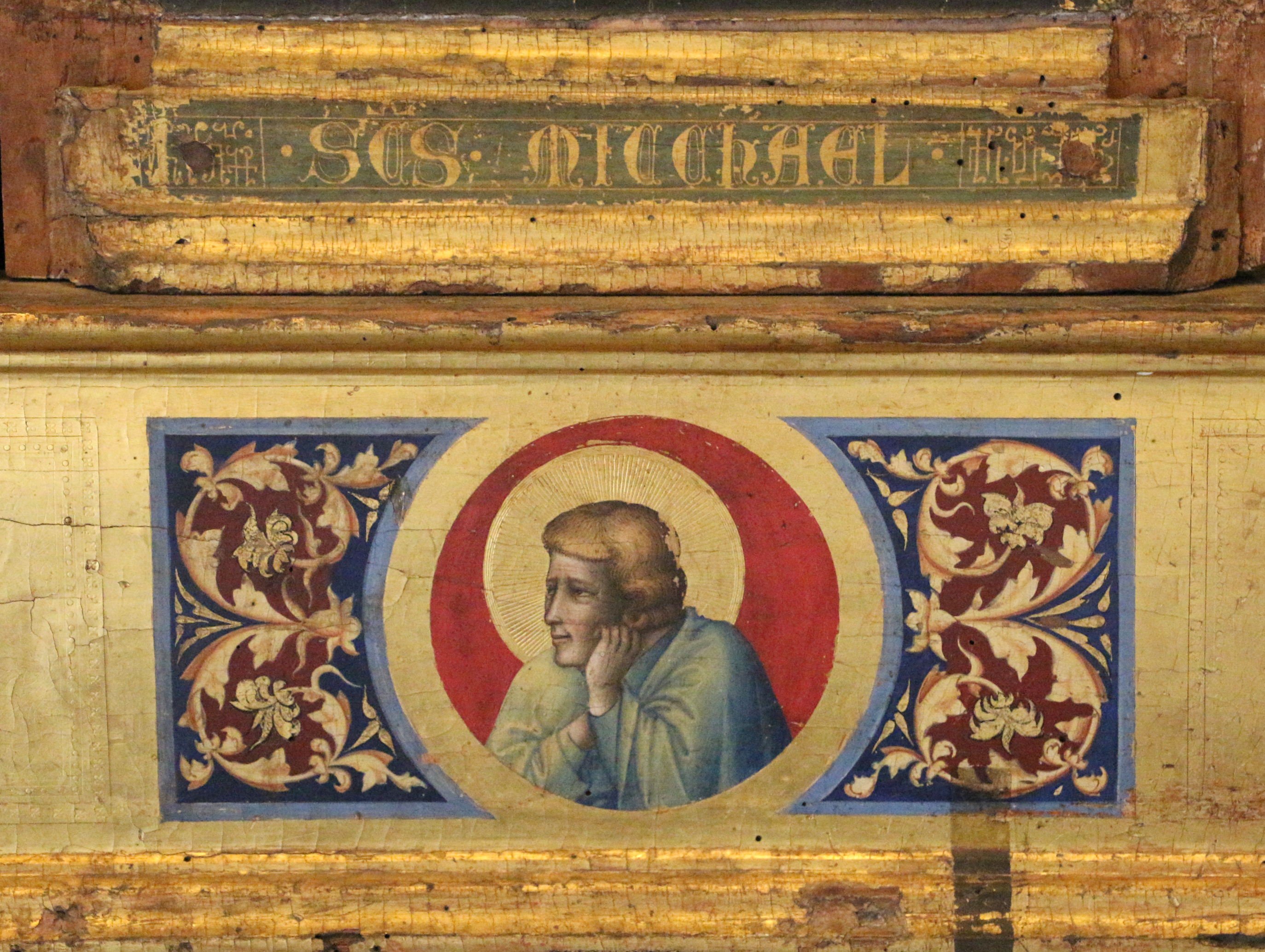
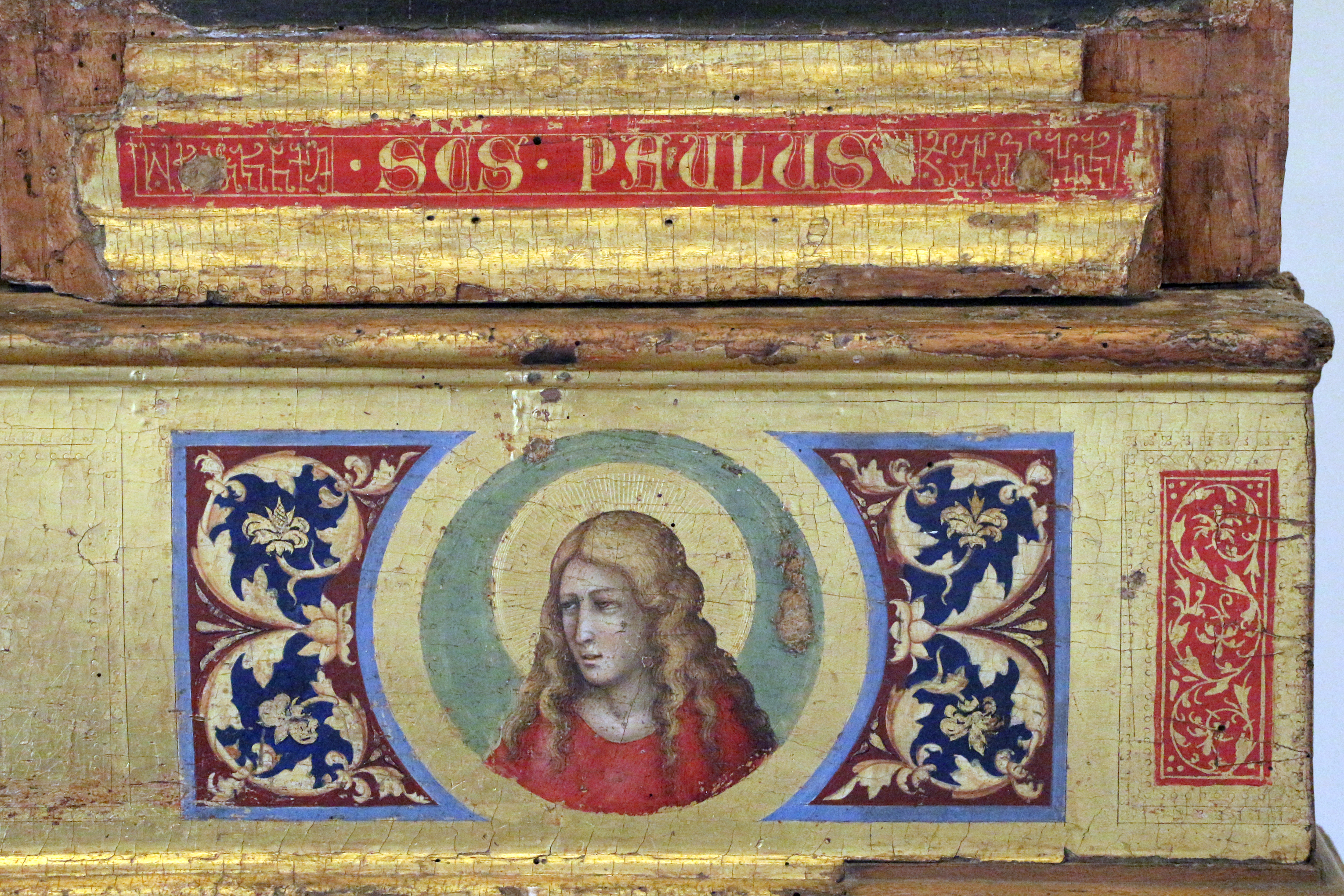

## Style
Dans ce panneau, le « renouveau » certain du dynamisme est caractéristique des œuvres de Giotto dans les années 10 du siècle, comme le Polyptyque de Santa Reparata conservé aujourd'hui dans la Cathédrale Santa Maria del Fiore de Florence (vers 1310) et la Vierge en Majesté entre Saints et Vertus dans une collection (1315-1320). Les poses des deux saints Pierre et Paul suggèrent un mouvement qui n'en est peut-être pas un, mais qui en même temps ne fige pas les deux personnages. Les deux archanges Gabriel et Michel montrent un mouvement encore plus marqué. Dans toutes ces figures, cependant, le mouvement n'est pas désinvolte, mais presque raffiné. L'équilibre général et l'équilibre des masses corporelles ressortent. Tout se passe comme si Giotto avait combiné dans ce polyptyque son dynamisme vif de la décennie du siècle, avec le raffinement courtois du goût martinien de la Madone et des Saints de la National Gallery of Art de Washington (vers 1320). Cette synthèse s'est matérialisée dans ce que l'on peut considérer comme le style mature de Giotto, un langage essentiel, pertinent à la réalité sans sacrifier la noblesse figurative des sujets représentés.
Ce nouveau langage de « raffinement en douceur » n'est cependant pas l'apanage de Giotto. Dans les œuvres contemporaines, son élève Taddeo Gaddi et le Siennois Lippo Memmi adaptaient également leur élégance courtoise à des postures ou des mouvements plus détendus. Les fenêtres temporelles de toutes ces œuvres se chevauchent, ce qui rend difficile aujourd'hui de désigner un précurseur de ce nouveau langage.